# Tossal de la Comalada
El Tossal de la Comacalda és una muntanya de 538 metres que es troba al municipi de la Cervera, a la comarca catalana de la Segarra.